# Jan Byra (nauczyciel)
Jan Byra (ur. 3 grudnia 1892 w Mukaniach, zm. wiosną 1940 w Charkowie) – polski nauczyciel i inspektor szkolny, kapitan piechoty rezerwy Wojska Polskiego, ofiara zbrodni katyńskiej.

## Życiorys
Urodził się 3 grudnia 1892. Był synem Józefa i Melanii z domu Kościuk. Kształcił się w C. K. Gimnazjum im. Rudolfa w Brodach, gdzie w 1913 ukończył chlubnie VIII klasę i zdał z odznaczeniem egzamin dojrzałości. Po maturze podjął studia filozoficzne, które ukończył na Wydziale Filozoficznym Uniwersytetu Jana Kazimierza we Lwowie.
Po wybuchu I wojny światowej walczył w szeregach c. i k. armii. Jego oddziałem macierzystym był 3 pułk piechoty. Na stopień podporucznika rezerwy został mianowany ze starszeństwem z 1 stycznia 1916.
Po odzyskaniu przez Polskę niepodległości został przyjęty do Wojska Polskiego. Od 1918 służył w szeregach Żandarmerii Krajowej Śląska Cieszyńskiego. W trakcie wojny polsko-czechosłowackiej w 1919 w stopniu porucznika służył w Milicji Polskiej Śląska Cieszyńskiego, pełniąc stanowisko dowódcy 1 batalionu w Cieszynie. Później brał udział w wojnie polsko-bolszewickiej służąc w batalionie etapowym z Krakowa oraz jako dowódca kompanii 19 pułku piechoty. W 1921 został przeniesiony do rezerwy. Został awansowany na stopień kapitana rezerwy piechoty ze starszeństwem z dniem 1 czerwca 1919. W latach 20. i 30. był oficerem rezerwowym 52 pułku piechoty ze Złoczowa (w 1934 był najwyższym stopniem rezerwistą tego pułku i jednocześnie jedynym kapitanem).
Od 1 lutego 1922 pracował w Państwowym Gimnazjum im. Króla Jana Sobieskiego w Złoczowie jako nauczyciel języka polskiego, języka niemieckiego, języka łacińskiego, prócz tego był zawiadowcą biblioteki uczniów, opiekunem kółka dramatycznego, kółka polonistycznego, hufca szkolnego przysposobienia wojskowego, czytelni, inicjatorem powstania samorządu klasowego, redaktorem pisma „Nasz Zew”, w swojej pracy wpajał uczniom patriotyczne usposobienie. Ponadto uczył wówczas tych samych przedmiotów w złoczowskim Seminarium Nauczycielskim Żeńskim Towarzystwa Szkoły Ludowej. Był również dyrektorem tego gimnazjum w Złoczowie. W listopadzie 1933 ze stanowiska nauczyciela gimnazjum w Złoczowie został skierowany do pełnienia czynności administracyjnych w Inspektoracie Szkolnym w Złoczowie celem odbycia praktyki w nadzorze szkolnym, a w grudniu tego roku został mianowany zastępcą inspektora na okręg złoczowski. Jako podinspektor szkolny ze Złoczowa w 1935 był członkiem Państwowej Komisji Egzaminacyjnej w Tarnopolu. W Złoczowie był prezesem koła Towarzystwa Szkoły Ludowej, którego pod koniec 1934 przy jego udziale powołało uniwersytet ludowy. Na początku lutego 1936 został członkiem Powiatowego Komitetu Wykonawczego w Złoczowie. Przed 1939 został inspektorem szkolnym w Złoczowie.
Po wybuchu II wojny światowej, kampanii wrześniowej i agresji ZSRR na Polskę z 17 września 1939 został aresztowany przez Sowietów i był osadzony w obozie jenieckim w Starobielsku. Wiosną 1940 został zamordowany przez funkcjonariuszy NKWD w Charkowie i pogrzebany potajemnie w bezimiennej mogile zbiorowej w Piatichatkach, gdzie od 17 czerwca 2000 mieści się oficjalnie Cmentarz Ofiar Totalitaryzmu w Charkowie. Figuruje na Liście Starobielskiej NKWD, pod poz. 164.

### Życie prywatne
Około 1922/1923 jego żoną została Zofia Wojtasiewicz (1899–1981), magister filozofii Uniwersytetu Jana Kazimierza we Lwowie, również nauczycielka w Gimnazjum w Złoczowie wykładająca tam język polski i historię, podczas II wojny światowej deportowana przez Sowietów w głąb ZSRR, później była dyrektorem gimnazjum i liceum w Kidugala (Tanzania, Afryka). Ich córka, Krystyna Burska, zamieszkała w Toronto w Kanadzie.

## Ordery i odznaczenia
- Złoty Krzyż Zasługi (19 marca 1931)[29]
- Srebrny Medal Zasługi Wojskowej z mieczami na wstążce Krzyża Zasługi Wojskowej
- Brązowy Medal Zasługi Wojskowej na wstążce Krzyża Zasługi Wojskowej

## Upamiętnienie
5 października 2007 minister obrony narodowej Aleksander Szczygło mianował go pośmiertnie na stopień majora. Awans został ogłoszony 9 listopada 2007 w Warszawie, w trakcie uroczystości „Katyń Pamiętamy – Uczcijmy Pamięć Bohaterów”.
W ramach akcji „Katyń... pamiętamy” / „Katyń... Ocalić od zapomnienia”, w 2012 w Parku im. Ignacego Paderewskiego w Toronto–Etobicoke został zasadzony Dąb Pamięci honorujący Jana Byrę.